# Onze-Lieve-Vrouw-Hemelvaartkerk (Huijbergen)
De Onze-Lieve-Vrouw-Hemelvaartkerk is de voormalige parochiekerk van de plaats Huijbergen in de Nederlandse gemeente Woensdrecht. Het gebouw is gelegen aan het Canadaplein 1.

## Geschiedenis
In 1646 werd hier een eerste kerk gebouwd, die in 1916 zodanig vervallen was dat ze toen is gesloopt en vervangen door een neogotisch kerkgebouw. Deze nieuwe kerk was ontworpen door Jacobus van Gils en stond aan de Boomstraat 1. In deze kerk werd de Heilige Siardus vereerd. In 1944 werd de kerk verwoest door de zich terugtrekkende bezetter.
In 1952 kwam er weer een nieuwe kerk gereed. Dit was een bakstenen bouwwerk in basilicastijl, ontworpen door W.J. Bunnik. In 1958 werd een toren toegevoegd.
In 2022 werd de kerk onttrokken aan de eredienst, omdat de parochie de onderhoudskosten niet meer kon dragen. Door het architectenbureau Schaap en Sturm worden in de kerk woningen gebouwd, met behoud van het kerkexterieur.

## Gebouw
De kerk is een voorbeeld van traditionalistische architectuur. Het bakstenen kerkgebouw in basilicastijl heeft rondbogige vensters, ingangsportalen en galmgaten. De ernaast gebouwde toren op vierkante plattegrond heeft een tentdak als spits.